# 劉晟 (南漢)
南漢中宗劉晟（920年—958年9月18日），原名劉弘熙，五代十國時期南漢君主，是南漢建立者劉龑之子，劉玢之弟。

## 生平
南漢帝劉玢即位後驕傲奢侈，不理政事，荒淫無道，並且猜忌諸弟，原封晉王的劉弘熙因此有政變之意。南漢光天二年（943年），劉弘熙找來力士數人表演角力，與劉玢飲宴觀賞，當晚宴會結束，劉玢大醉，劉弘熙即命力士抓住劉玢，摧擊其前胸，斃命。翌晨，越王劉弘昌率諸弟至寢殿，迎劉弘熙即皇帝位，劉弘熙繼位後，改名劉晟，改年號应，同年稍後又改元和。
劉晟掌握政权後，也像其兄劉玢一樣猜忌諸弟，因此不久後就逐漸殺光其弟，並將他們的兒子殺死，女兒收入後宮。又興建離宮一千餘間，以珠寶裝飾，並設有許多殘酷的刑具，號「生地獄」。命宮女為女侍中，參與政事，由於宗室元勳幾乎剷除殆盡，當權者就是宦官、女官這些人而已。
刘晟生性荒淫暴虐，得志之后，专门用威势刑法统治下民，多诛灭旧臣以及自己的兄弟、侄子，将侄女收入后宫。数年之间，刘家被他差不多杀尽。又修造「活地狱」，大凡开水锅、铁烙床之类，无不齐备。人们犯有小的过失，就备受其刑罚之苦。到南楚的马家兄弟互动干戈时，刘晟趁此机会，派兵进攻桂林管区内各郡以及彬州、连州、梧州、贺州，都被攻克，从此全部拥有南越之地。
乾和六年（948年）劉晟派兵攻南楚，不久南楚內亂，乾和九年（951年）趁南楚為南唐所滅之際，占有南楚嶺南之地。
乾和十三年（955年），刘晟又杀其弟刘弘政，於是，刘龑的诸子被诛杀殆尽。
显德三年（956年），后周世宗柴荣平定江北，刘晟这才恐慌，派人到后周朝贡，但被南楚所拦住，使者过不去，刘晟忧虑万分。刘晟曾说过知晓占星术，同年六月在甘泉宫观天，牛女星间有月食，刘晟去對照占星之书，立即把書丢到地下，叹道：“自古以来，有谁能不死吗！”从此彻夜放纵饮酒。
乾和十六年（958年），在城北选定墓址，修建陵墓，刘晟亲自视察，是為昭陵。同年秋去世，终年三十九岁，諡號文武光聖明孝皇帝，廟號中宗，其子劉鋹繼位。

## 家庭

### 后妃
- 李麗姬，一作李麗妃。
- 李蟾妃，是否为中宗后宫，待考。（《十国春秋》记载为中宗后宫，《南汉书》对此未详）

### 子
- 後主劉繼興
- 桂王劉璇興
- 荊王劉慶興
- 祥王劉保興
- 梅王劉崇興